# Il colonnello Redl
Il colonnello Redl (Redl ezredes) è un film del 1985 diretto da István Szabó.
Vinse il Premio della giuria al 38º Festival di Cannes e fu candidato all'Oscar al miglior film straniero.
Sullo sfondo dell'Impero asburgico alla vigilia della prima guerra mondiale, il film descrive la rapida e fortunata ascesa del colonnello Alfred Redl, personaggio realmente esistito, interpretato da Klaus Maria Brandauer. Redl, irreprensibile ufficiale dell'esercito asburgico, viene nominato capo dei servizi segreti austro-ungarici. Sarà la sua omosessualità a farlo cadere vittima di un ricatto, diventando una spia dei Russi. Quando viene scoperto, sarà costretto a togliersi la vita per evitare lo scandalo.

## Trama
Nato in Galizia da una modesta famiglia di origini rutene (il padre è un semplice ferroviere), Alfred Redl è un ragazzo dotato di grande intelligenza e capacità e, in quanto tale, è ammesso da bambino alla Scuola militare, per diretta concessione dell'Imperatore Francesco Giuseppe. Poiché tale scuola è frequentata quasi esclusivamente dai nobili delle provincie dell'Impero austro-ungarico, egli, intimidito per la sua inferiorità sociale, prende un compagno ad esempio da imitare, stringendovi una grande amicizia: è il barone ungherese Kristóf von Kubinyi, che lo conduce poi presso la propria famiglia. Il protagonista assorbe nel collegio militare i valori su cui poggia l'Impero asburgico e, spinto dall'incessante desiderio d'elevarsi, progressivamente tronca ogni rapporto con la propria famiglia. 
Comincia a provare una morbosa venerazione per l'Imperatore, il monarca che, ai suoi occhi, tiene saggiamente uniti popoli tanto diversi ed a cui deve molta riconoscenza. Redl è un intelligente arrivista e riesce brillantemente in tutto. Per primeggiare e fare carriera nell'efficiente ed autoritario apparato burocratico che regge l'Impero, è disposto a qualsiasi bassezza. Redl rispecchia la condizione dell'impero asburgico che attraversa un periodo di crisi: i valori su cui si poggia sono ridotti a pura esteriorità e la società è minata da una corruzione strisciante.
Molto apprezzato per il suo incredibile zelo, il giovane ufficiale sale rapidamente fino ai gradi più alti e ottiene incarichi delicati, obbedendo servilmente ai suoi superiori e ai regolamenti. Alfred si destreggia per il proprio interesse nel mondo decadente e gaio della Belle Époque, fatto di champagne, duelli, orge nel bordello degli ufficiali, valzer di Strauss e corti marziali. Intanto all'orizzonte si profila la minaccia della Grande Guerra, desiderata dagli stessi ambienti militari asburgici, che, auspicando in un breve e trionfante conflitto bellico, sperano di fermare le spinte centrifughe dei gruppi irredentisti sorti nelle varie provincie dell'Impero.
Il protagonista continua la sua intima amicizia con von Kubinyi, del quale è in realtà innamorato, ma soffoca in sé le sue tendenze omosessuali, per paura di uno scandalo. L'amicizia con Kristóf, però, si tronca quando Redl scopre che l'amico è un sostenitore delle rivendicazioni nazionaliste ungheresi; il colonnello smette di vederlo per paura di veder compromessa la propria posizione.
È interessante l'episodio in cui Redl, nel corso di una riunione di ufficiali, comunica a un suo collega che il generale vuole che egli se ne vada dall'esercito. Questo ufficiale è un ebreo omosessuale che ha rivelato alcuni scandali in cui erano coinvolti degli ufficiali, disgustato dalla corruzione del mondo in cui vive e dal fatto che nella società tutti interpretano un ruolo come attori. L'ebreo insulta i compagni di Redl per il loro conformismo ed è sfidato a duello da von Kubinyi. Prima di sfidarlo, ha un breve colloquio con Redl. Si capisce che quest'uomo è quasi un alter ego del protagonista, che ha i suoi stessi pensieri e inclinazioni, ma che li dissimula per poter avere successo e potere nell'esercito asburgico. L'ufficiale ebreo è ucciso da von Kubinyi, e Redl, per evitare problemi con la corte marziale, dirà al generale di non essere mai stato in rapporti con il defunto.
Alfred diventa poi l'amante di Katalin, la sorella di Kristóf, che fin dall'infanzia gli è amica, e che ora è una donna con un brutto matrimonio alle spalle. Conoscendo i suoi sentimenti d'amore per il fratello, Katalin consiglia ad Alfred di mascherare le sue tendenze segrete, sposandosi. Redl acconsente, ma si tratta di un matrimonio inutile: egli non amerà mai quella triste e gentile ragazza che è sua moglie. Intanto Redl è chiamato a Vienna a dirigere una rete di spionaggio che lavora per incarico dell'imperatore e che non risparmia nessuno.
Per la sua ambizione Alfred si fa molti accaniti nemici, che cominciano a sparlare della sua presunta omosessualità e di presunte origini ebraiche.
Accade, poi, che egli disturbi involontariamente i piani dell'arciduca Francesco Ferdinando, l'erede al trono. Quest'ultimo sta organizzando un colpo di Stato ai danni dell'Imperatore. Alfred è sempre più disgustato dal mondo in cui vive e capisce che l'impero che ha amato e per cui ha fatto tante bassezze sta per dissolversi. Per sbarazzarsi di questo ufficiale che sa troppo, l'arciduca gli tende una trappola. Alfred è ingannato da un giovane e attraente omosessuale, che deve carpirgli segreti militari e che è inviato dall'arciduca. Redl cade nel tranello, perché stavolta cede alla sua indole. Ma, scoperto l'inganno, Alfred provoca coscientemente la sua stessa rovina rivelando al suo amante ciò che lui vuole sapere.
L'arciduca e gli alti papaveri dell'esercito ora possono liberarsi di Redl, che deve rispondere dell'accusa di tradimento ed è screditato per la sua omosessualità ora manifesta. La sentenza emessa da costoro gli ordina di uccidersi e gli viene portata da Kristóf, che è ormai un protetto dell'arciduca. Il barone è sconvolto per l'incarico, che però gli ha fruttato una promozione. Dopo alcune esitazioni Alfred Redl si uccide con un colpo di pistola. La sua morte precede di poco l'assassinio dell'arciduca a Sarajevo, che provocherà lo scoppio della prima guerra mondiale. Il film termina con immagini di repertorio che mostrano soldati austro-ungarici allegramente in marcia verso il fronte, con la marcia di Radetzky quale musica di sottofondo.

## Recensione
Il film si pone come un'attenta riflessione su come la degenerazione dei valori all'interno dell'impero asburgico abbia portato questo grande e glorioso stato a volere la propria fine nella Prima Guerra Mondiale.
L'impero fece ciò coerentemente con il suo spirito autocratico e militarista. Ma forse esso si spinse inconsciamente incontro all'autodistruzione per l'amara consapevolezza che ormai i tempi d'oro della monarchia asburgica erano finiti.
Di grande statura l'ambiguo protagonista, acceso patriota e zelante ufficiale sia per la sua fedeltà all'imperatore sia per un'ambizione illimitata che provocherà la sua fine.
La sua fine pone l'accento sull'impossibilità per l'individuo di salvarsi dai disastri della storia che spesso si rispecchiano anche nel corso della sua vita.

## Altre versioni
Il film Spionage, girato da Franz Antel, racconta la vera storia del colonnello Redl, che venne ritenuto colpevole di spionaggio nel 1913 e che in seguito si tolse la vita, ricostruendo i retroscena storici e psicologici del fatto. Al film contribuirono Ewald Balser (Redl), Rudolf Forster, Gerhard Riedmann e Oskar Werner.

## Riconoscimenti
- Festival di Cannes 1985
  - Premio della giuria
- BAFTA
  - miglior film straniero
- Nomination Oscar al miglior film straniero
- Lola al miglior film 1985